# Ревиньский, Януш
Я́нуш Реви́ньский (пол. Janusz Rewiński; 16 сентября 1949, Жары, Любушское воеводство — 1 июня 2024) — польский актёр, сатирик, политик.

## Биография
Окончил Военно-технический институт авиационных инженеров во Вроцлаве, затем в 1972 году — актёрский факультет Краковской высшей театральной школы, ныне Академия театральных искусств имени Станислава Выспяньского (Краков).
Дебютировал в 1972 году на сцене Польского театра в Познани. Играл в театре «Studio» в Варшаве (1978—1982). Особую популярность приобрёл, выступая несколько лет в кабаре «Tey» и в кабаре Ольги Липиньской.
Амплуа — комик и сатирик.
Является основателем и первым президентом Польской партии любителей пива (Polska Partia Przyjaciół Piwa), был депутатом Сейма Польши от этой партии (1991—1993).
Один из авторов популярной сатирической программы «Ale Plama» на польском ТВ.
Умер 1 июня 2024 года в возрасте 74 лет.

## Избранная фильмография
Снимался в кино с 1983 года.
- 1983 — Сны и мечты / Sny i marzenia — главный редактор телеканала (новелла #2 «Do widzenia kochani»)
- 1984 — Это только рок / To tylko rock — Роман Желязны, телережиссёр
- 1984 — Фарфор в составе слона / Porcelana w składzie słonia — директор завода искусственного мёда
- 1986 — Путешествия пана Кляксы — боцман Банк (озвучивает Алексей Сафонов)
- 1986 — Перстень и роза / Pierścień i róża — король Паделло
- 1986 — Клементина и Клеменс-гуси из долины Млынова / Klementynka i Klemens — gęsi z Doliny Młynów (телесериал)
- 1987 — Кесарево сечение / Cesarskie cięcie — секретарь «сверху»
- 1988 — Девочка из гостиницы «Эксцельсиор» / Dziewczynka z hotelu Excelsior — инструктор
- 1993 — Похищение Агаты — Ежи, вице-министр, отец Оскара
- 1997 — Киллер — Стефан «Сяра» Сяжевский, бандит
- 1997 — Охранник для дочери — Леон, телохранитель
- 1999 — Европейские тигры / Tygrysy Europy (телесериал) — Эдвард Новак
- 1999 — Киллер 2 — Стефан «Сяра» Сяжевский, бандит
- 2000 — Успех / Sukces (телесериал) — атаман Журак, гость с Украины
- 2001 — Гульчас, а как ты думаешь? / Gulczas, a jak myślisz? — Кароль, отец Каролины, владелец автозаправочной станции
- 2002 — Иииреек!!! Космическая номинация / Yyyreek!!! Kosmiczna nominacja — Кароль, отец Каролины
- 2003 — Суперпродукция — Здзислав Недзельский «Дзидек», кинопродюсер
- 2003 — Европейские тигры 2/ Tygrysy Europy 2 (телесериал) — Эдвард Новак
- 2004 — Кабаны / Dziki — шеф мафии
- 2007 — Рысь / Ryś — Козичек, директор банка

Актёр дубляжа. Певец, исполнял песни в кинофильмах «Путешествия пана Кляксы», «Европейские тигры», «Европейские тигры 2».

## Награды
- Командор ордена Возрождения Польши (2024, посмертно)[6].
- Золотая медаль «За заслуги в культуре Gloria Artis» (2016)[7].
- Серебряная медаль «За заслуги в культуре Gloria Artis» (2010).